# (6210) Hyunseop
(6210) Hyunseop es un asteroide perteneciente al cinturón de asteroides, región del sistema solar que se encuentra entre las órbitas de Marte y Júpiter, más concretamente a la familia de Coronis, descubierto el 14 de enero de 1991 por Masanori Matsuyama y el también astrónomo Kazuro Watanabe desde el Kushiro Marsh Observatory, Hokkaido, Japón.

## Designación y nombre
Designado provisionalmente como 1991 AX1. Fue nombrado Hyunseop en homenaje a Seo Hyun-seop, profesor en la Universidad Pukyung, Corea, y también en la Universidad Kyusyu, Japón, y astrónomo aficionado interesado en planetas menores. Fue embajador de Corea y publicó libros sobre la amistad internacional entre Corea y Japón.

## Características orbitales
Hyunseop está situado a una distancia media del Sol de 2,860 ua, pudiendo alejarse hasta 2,924 ua y acercarse hasta 2,796 ua. Su excentricidad es 0,022 y la inclinación orbital 3,018 grados. Emplea 1767,35 días en completar una órbita alrededor del Sol.

## Características físicas
La magnitud absoluta de Hyunseop es 12,7. Tiene 8,67 km de diámetro y su albedo se estima en 0,235. 